# De erfenis (1980)
De Erfenis (Hongaars: Örökség) is een Hongaarse film uit 1980 onder regie van Márta Mészáros en met in de hoofdrol Isabelle Huppert.

## Verhaal
De film speelt zich af in Hongarije aan de vooravond van de Tweede Wereldoorlog.
De rijke en steriele Szilvia is getrouwd met Akos, een knappe legerofficier, die zijn carrière te danken heeft aan zijn vrouw. Er is echter een probleem: om familievermogen te erven, heeft Szilvia een erfgenaam nodig, maar het paar slaagt er niet in een kind te krijgen. Daarop overhaalt Szilvia het mooie en intelligente, doch arme joodse meisje Irène om zwanger te worden van Akos en het kind ter adoptie af te staan. Wanneer het zover is, loopt het huwelijk van Szilvia en Akos echter op de klippen omdat hij een relatie begint met Irene en hij zijn vrouw uiteindelijk verlaat, waarna het kind wordt geboren. Szilvia gaat op zoek naar wraak en krijgt hiervoor de kans, jaren later in 1944.

## Rolverdeling
| Acteur             | Personage    |
| ------------------ | ------------ |
| Lili Monori        | Irène        |
| Erzsébet Kútvölgyi | Iréne (stem) |
| Isabelle Huppert   | Szilvia      |
| Jan Nowicki        | Ákos         |
| Zita Perczel       | Teréz        |
| Sándor Szabó       | Komáromi     |

## Externe verwijzingen
- (en)   The Heiresses in de Internet Movie Database
- The Inheritance op Letterboxd